# 村方千之
村方 千之（むらかた ちゆき、1925年10月29日 - 2014年12月14日）は、日本の指揮者。福岡県生まれ。日本指揮者協会の会員で、2014年の死没まで日本最年長の指揮者であった。村方指揮法教室を主催して後進指揮者育成に力を注いだ。ブラジルよりリオ・ブランコ勲章を受章している。また、第1回ヴィラ＝ロボス国際指揮者コンクール特別賞を受賞している。日本ヴィラ＝ロボス協会会長、日本演奏連盟会員。東京都中学校吹奏楽連盟初代理事長。

## 略歴

### 音楽との出会い
村方の音楽との出会いは、12歳で自由学園に入った時から始まる。
村方は最初、自由学園でフルートを学び、次にヴァイオリンを学んだ。3年後には、オーケストラの重要なメンバーの一人になっていた。17歳の時にコンサートマスターを務め、ベートーヴェンの第九やヘンデルの『メサイア』、ハイドンの『天地創造』や『四季』、他にも数多あるモーツァルトやベートーヴェン、シューベルト、ウェーバー、ドヴォルザークの交響曲や協奏曲、序曲など、様々な曲を演奏していた。
その一方で、友人と弦楽四重奏を結成し、ハイドンやモーツァルトといったよく知られた室内楽も演奏していた。第二次世界大戦が勃発すると間もなく、音楽の勉強は中断されることになる。村方は終戦までずっと軍隊に送られており、終戦後に故郷へ復員してから再びその音楽活動を再開することになる。

### 戦後：1970年代前半まで
- 1946年　福岡県中間市の室内管弦楽団のメンバーとなる。一方でヴァイオリンのリサイタルも行う。
- 1949年　東京藝術大学楽理科に所属する第1期生の一人として入学する。専攻は音楽史と和声理論。金子登、渡邉暁雄の下で指揮を学ぶ。
- 1952年　クルト・ヴェスの下で指揮の技術を学ぶ。
- 1955年　藝大を卒業する。東京アンサンブル・アカデミー・オーケストラを山本直純らと設立する。若者に向けて音楽文化を広めることを目的として、様々な都市でコンサートを行う。また、齋藤秀雄の音楽教室に入り、自身のレパートリーをさらに増やすとともに、よりプロフェッショナルな問題を学んでいく。さらに、齋藤率いる桐朋学園オーケストラで齋藤のアシスタントを務める。
- 30歳後半から5年の間、母校である自由学園オーケストラの指揮者として活躍する。
- 1958年　立教大学交響楽団の常任指揮者に就任。以後5年間、このオーケストラの技術を向上させる。
- 1960年　若者の音楽教育に強く興味を持ち、アマチュアオーケストラや吹奏楽や合唱団体の育成に力を注ぎ始める。この時期また、ラジオ放送の音楽教育番組でも指揮者として活動する。
- 1970年　東京音楽大学で教鞭をとり、三枝成彰などと共に活動し、定期コンサートを指揮する。

### 1970年代後半以降
- 1975年　ブラジルのリオ・デ・ジャネイロで行われたヴィラ・ロボス国際指揮者コンクールに参加し、特別賞を受賞する。このとき、全てのブラジルの新聞が村方を「傑出した指揮者」として褒め称えた。
  - 同年11月25日の「Criticism on Journal do Brasil」紙によれば、「村方千之は、身体すべてと卓越したバトン・テクニックを用いて、オーケストラのメンバーと素晴らしいコミュニケーションをとった。その動作は完璧であり、ただリズムが正確というだけではなく、溢れんばかりの感情、色鮮やかなダイナミクス、洪水のような音と響きのアタックに満ちていた。しかし彼の手の動きはいつも冷静な動きであり、あらゆる楽器・旋律を把握していた。言葉によるインストラクションは「最初に戻りましょう。棒を見て下さい。」ぐらいの最小限にとどめ、ほとんどは意志の力の表出や動きだけで、言葉を超えるものを伝えるのであった。
  - 同年11月24日「New Paper Criticism on O Globo」紙によれば、「村方千之は傑出した指揮者だ。彼は言語の壁が在ったにもかかわらず、完璧な指揮の技術で全てを伝えきった。彼のテクニックを参照してみよう。彼の明確な指示は、テンポやダイナミクス、アタックなどの多様な変化といった、音楽のうねりに引き入れるものであり、そしてまた、その明解な動作はアクセントやフレーズ、ブレスや音楽の表情を素晴らしく良く示している。彼にとって、音楽を作るためには2回のリハーサルだけで十分だった。それゆえに、彼はコンクールのリハーサルの際に、50分与えられたリハーサルの時間を10分余らせてリハーサルを終了させたほどだ。
- 1977年　受賞記念演奏会で東京フィルハーモニー交響楽団を指揮、その後数回にわたり東京交響楽団を指揮して特別演奏会を開催、札幌交響楽団、九州交響楽団などの指揮者を務める。
- 1982年　ヴィラ＝ロボス・国際チェロコンクールの審査員として招かれる。ベルリン・フィルハーモニー管弦楽団のフィンケ（エーベルハルト）と共に審査を務める。日本人作曲家の作品をブラジルに紹介することをはじめ、日本とブラジルとの音楽文化の交流にも努め、日本国内でもブラジル大使館主催の「ヴィラ＝ロボスの作品を聴く会」を指揮する。
- 1987年　ヴィラ＝ロボス生誕100年に際し、日本ヴィラ＝ロボス協会主催の記念演奏会を企画・指揮する。日本でのヴィラ＝ロボスの作品の普及と紹介にも多大の成果を挙げる。
- 同年11月、ブラジルに招かれ、ブラジリア、リオ・デ・ジャネイロ、サンパウロなどで交響楽団を指揮、さらに当時の文化大臣セルソ・フルタードとも会見するなど、ブラジルと日本の音楽文化交流に貢献し、国際親睦に大きな役割を果たす。
- 1988年6月　これらの功績により、ブラジル政府より「リオ・ブランコ勲章」が授与される。その後、国際交流基金の派遣で5回にわたり、ブラジルをはじめ、チリのサンティアゴやパラグアイのアスンシオンなどの南米の国々を訪問し、指揮する。
- 2000年3月　ルーマニア国立交響楽団（ジョルジュ・エネスコ・フィルハーモニー交響楽団）を指揮する。同年7月、ブルガリア・ヴァルナ音楽祭に招かれ指揮する。
- 2008年11月　ブラジルのニテロイ市立交響楽団を指揮する。

長年に亘り指揮者として活動しつつ、また50年間にわたり指揮法教室を主催し、後進の育成と啓蒙にも力を注ぎ、多くの門下生を世に送り出した。
2014年12月14日、東京都板橋区の病院にて心不全のため死去。89歳没。